# جوليا بيريز
جوليا بيريز (بالإندونيسية: Julia Perez)‏ هي مغنية وعارضة وممثلة إندونيسية، ولدت في 15 يوليو 1980 في جاكرتا في إندونيسيا، وتوفيت بنفس المكان في 10 يونيو 2017 بسبب سرطان عنق الرحم.

## وصلات خارجية
- جوليا بيريز على موقع IMDb (الإنجليزية)
- جوليا بيريز على موقع قاعدة بيانات الفيلم (الإنجليزية)